# Stadion Ivančna Gorica
Stadion Ivančna Gorica – stadion piłkarski w Ivančnej Goricy, w Słowenii. Został otwarty w 1973 roku. Może pomieścić 1500 widzów. Swoje spotkania rozgrywają na nim piłkarze klubu NK Ivančna Gorica.